# Epifania (Michelangelo)
L'Epifania è un cartone preparatorio a gessetto su carta (232x165 cm) di Michelangelo Buonarroti, databile al 1550-1553 circa e conservato nel British Museum a Londra.

## Storia
Il cartone di grandissime proporzioni venne disegnato unendo ventisei fogli di carta ed era destinato ad Ascanio Condivi, aiuto e biografo dell'artista, per trarne un dipinto che poi venne malamente completato ed è oggi nella Galleria di Casa Buonarroti a Firenze. Il disegno preparatorio mostra numerose modifiche in corso d'opera approntate da Michelangelo stesso.
Il cartone, eccezionale per dimensioni e rarità, è probabilmente uno dei quattro rinvenuti nello studio dell'artista alla sua morte («un altro cartone grando dove sono designate e schizzate tre figure grandi e dui putti»). Ricordato sicuramente in una lettera di Daniele da Volterra a Giorgio Vasari (17 marzo 1564), in base alla descrizione dei soggetti, si apprende che lo stava dipingendo Ascanio. Un'altra nota di Vasari è molto probabilmente riferibile alla tavola che il pittore marchigiano stava dipingendo: «[ascanio] pestò parecchi anni intorno a una tavola, che Michelagnolo gli aveva dato un cartone; nel finire se n'è ito in fummo quella buona spettazione che si credeva di lui, che mi ricordo che Michelagnolo gli veniva compassione sì dello stento suo, e l'aiutava di sua mano; ma giovò poco...» Va tenuto presente che Vasari dovette accentuare le note di dispreszzo per la rivalità che lo opponeva al marchigiano riguardo alla biografia di Michelangelo.
Il cartone passò, secondo le notizie riferite da Bottari, nelle collezioni di palazzo Farnese a Roma e poi donato da re di Napoli al cardinale Silvio Valenti. Venne poi acquistato nel XIX secolo dallo scozzese John Malcolm of Poltalloch da un altro collezionista scozzese per la ridicola cifra di dodici sterline. Alla sua morte, nel 1893, il figlio del collezionista lo donò al museo londinese e, qualche anno dopo, il Parlamento britannico ne acquistò l'intera collezione d'arte, per 25.000 sterline.
Fu il Thode a rimettere in relazione il cartone con il dipinto a Firenze, ricostruendone la storia. La tavola era stata acquistata da Michelangelo Buonarroti il Giovane da Caterina Pandolfini maritata a Bernardo Peri, come originale michelangiolesco e in tale veste esposta nella galleria. Fu restaurato da Ottavio Vannini nel 1616, sotto la soprintendenza del Passignano.

## Descrizione e stile
Il soggetto del dipinto è assai complesso e controverso, forse permetao in maniera velata, di riferimenti alla riforma della Chiesa, caldeggiata nei circoli intellettuali frequentati dall'artista in tarda età.
Al centro si trova una figura femminile, molto probabilmente la Vergine, con ai piedi con Gesù Bambino rannicchiato. A destra si vede una figura maschile, forse san Giuseppe, che ha davanti il piccolo san Giovannino. A sinistra invece si trova un altro personaggio maschile non identificato, mentre altre figure sono appena sbozzate sullo sfondo. Tipicamente la scena è descritta come un'Epifania, nel significato originale del termine, cioè la manifestazione esplicita, in questo caso della divinità del piccolo Gesù.
Altri hanno interpretato il soggetto come un'allusione ai fratelli e sorelle di Cristo, figli di Giuseppe e Maria, dei quali si parla nei Vangeli, un particolare ostico nella dottrina cattolica, poiché va palesemente contro il dogma della verginità di Maria. Forse il titolo però si riferisce a una scappatoia, proposta da sant'Epifanio (vissuto nel IV secolo), il quale credeva i fratelli di Cristo nati dal precedente matrimonio di Giuseppe, quindi senza parto di Maria. Ciò spiegherebbe anche il gesto della Madonna che sembra scacciare Giuseppe.